# نظام‌آباد (زرندیه)
نظام‌آباد روستایی در دهستان رودشور بخش مرکزی شهرستان زرندیه استان مرکزی ایران است.

## جمعیت
بر پایه سرشماری عمومی نفوس و مسکن در سال ۱۳۹۵ این روستا بدون جمعیت بوده‌است.